# Line Adam
Pour les articles homonymes, voir Adam (homonymie).
Line Adam est une compositrice et musicienne belge née à Namur le 15 septembre 1972.
Jouant principalement de la flûte traversière, elle a produit une dizaine d’albums personnels, seule ou avec divers artistes.

## Biographie

### Jeunesse
Sa fascination pour la musique, et notamment la flûte traversière, débute dès son plus jeune âge. Lorsqu’elle a 4 ans, les parents de Line Adam l’emmènent à un concert du flûtiste Jean-Pierre Rampal. La petite fille est émerveillée et commence son apprentissage la même année.
En 1985, elle est en finale du concours « Jeunes Solistes », organisé par la R.T.B. et est considérée comme la meilleure interprète de l’œuvre belge (prix offert par la SABAM). Trois ans plus tard, elle obtient le premier prix de flûte traversière au Conservatoire de Bruxelles.
Line Adam est diplômée également du Conservatoire de Liège, et a suivi des cours dans celui de Paris et de Cologne. Pour élargir ses compétences elle travaille la direction d’orchestre et le piano et l’orgue.

### Carrière
Dès le début de sa carrière professionnelle, Line Adam accompagne, au piano et à la flûte traversière, des artistes belges de renom sur scène tels que le chanteur pour enfant Christian Merveille ou Jofroi qu’elle suit pendant plusieurs années et dont elle signera beaucoup d’arrangements par la suite.
Line Adam compose également pour des films, des documentaires, des courts-métrages mais aussi pour la scène en Belgique est en France. Elle travaille régulièrement pour l’infini Théâtre de Dominique Seron et la compagnie Les Baladins du Miroir. Elle suit d’ailleurs ses derniers lors de leurs spectacles itinérants en roulotte.
C’est en 1995 que Line Adam fonde OMP Studios à Xhoris, son propre studio d’enregistrement. Elle se lance également dans la composition de musique de téléfilms pour des pays comme la France, le Danemark, la Tunisie et les USA. Elle est aussi derrière la bande sonore de plusieurs émissions de la RTBF telles que Autovision, Millésimes, Une brique dans le ventre…
La musicienne a une dizaine d’albums personnels.
En tant qu’arrangeuse et directrice artistique, Line Adam a réalisé plus d’une soixantaine d’albums parmi lesquels on retrouve régulièrement Jofroi ou encore Philippe Anciaux,. Elle écrit également pour l’Opéra Royal de Wallonie, l’Orchestre Phiharmonique Royal de Liège, Ars Musica ou encore l’ensemble musical Musiques Nouvelles.

## Distinctions et récompenses
- Premier prix du concours " JEUNES TALENTS " des CONCERTS ASTORIA, Bruxelles.(1982)[12]
- Excellence B de piano de l’Académie de Musique d’Aywaille (1984)[13]
- Finaliste et prix SABAM du concours télévisé «JEUNES SOLISTES» (1984)[1]

- Premier prix de flûte traversière au conservatoire royal de musique de Bruxelles (1988)[14]
- Second prix du Concours d’écriture Européen d’Opéra OPERAJ (2010)  Assiociazione Lirica e Concertistica Italiana pour Sybil et les silhouettes

- Nomination aux Africa Movie Academy Awards (AMAA) 2019 pour la meilleure bande originale : film La Miséricorde de la jungle (The Mercy of the Jungle), de Joël Karekezi[15]. La même année ce film reçoit l'Étalon d'or au Festival panafricain du cinéma et de la télévision de Ouagadougou 2019 (FESPACO 2019)[16].

## Œuvres

### Discographie
- 1999 : Autour du sol et du soleil (Line Adam et al.), chez René Gailly[17]
- 2001 : The Lost Movies (Line Adam)[18]
- 2001 : Bandes rivales (L. Frère, L. Leleux, L. Adam)[19]
- 2005 : Museum (Line Adam), chez Caracol Musiques[20]
- 2005 : Le Voyage et l'exil (Line Adam), chez Cezame[17]
- 2006 : Northern Flute (Line Adam), chez Adasong[20]
- 2006 : Psychology (Line Adam et al.), chez Cezame[17]
- 2006 : Histoire d'un conflit (Line Adam et al.), chez Cezame[17]
- 2006 : Sculptures (Line Adam), chez Home Records.be[20]
- 2006 : Histoires simples (Line Adam et al.), chez Cezame[17]
- 2008 : New Age Music (Line Adam et al.), chez La Prima[17]
- 2008 : Tea Time (Quartz ensemble), chez Quartziade et al.[21]
- 2008 : Marines #2 (Line Adam et al.), chez Cezame[17]
- 2008 : Ressources humaines (Line Adam et al.), chez Cezame[17]
- 2009 : Le Bestiaire fabuleux (Line Adam), chez Cezame[17]
- 2009 : Vies et destinées (Line Adam et al.), chez Cezame[17]
- 2009 : Paysages de France (Line Adam et al.), chez Cezame[22]
- 2009 : Saisons et paysages (Line Adam et al.), chez Cezame[23]
- 2009 : Jadis et naguère (Line Adam et al.), chez Cezame[24]
- 2009 : Jardins (Line Adam et al.), chez Cezame[25]
- 2009 : België-Belgique (Line Adam), chez Cezame[20],[26]
- 2009 : Machines acoustiques (Line Adam et al.), chez Cezame[27]
- 2010 : Chant de la Source (Line Adam & Baladins du Miroir). Les Baladins du Miroir[28]
- 2010 : Spices (Line Adam), chez Quartz[20]
- 2011 : Fous, poètes & saltimbanques (Line Adam et al.), chez Cezame[17]
- 2012 : Cinema muet (Line Adam et al.), chez Cezame[29]
- 2012 : Faits d’hiver (Line Adam), chez Adasong Productions Musique & Music[20]
- 2012 : Landscapes with Strings (Line Adam et al.), chez Cezame[20]
- 2012 : Monosyllabines (Line Adam). Textes : Domnique Massaut. Vocation Records[17].
- 2013 : 1914. La Grande Guerre (Line Adam et al.), chez Cezame[30]
- 2013 : Sense & Sensibility (Line Adam et al.), chez Cezame[31]
- 2013 : Northern Piano (Line Adam). OMP Studios[20]
- 2014 : The Circus of Life (Line Adam), chez Cezame[32]
- 2014 : Textures (Line Adam). OMP et OVA[33]
- 2017 : Le Roi nu (Line Adam). Les Baladins du Miroir et La Maison Ephémère[34]

- 2020 : Femme[35]
- 2022 : Musiques Nouvelles : Coffret des 60 ans[36]
- 2022 : In Debussy’s head, French trade cdm[37]
- 2022 : Piano solo N1, Superpitch[38]
- 2023 : Film soundtrack

### Compositrice

#### Musique à l'image
- 1995 : William Z, moyen métrage de Patrick Iratni (Coproduction RTBF/To Do Today)[20]
- 1998 : Les Gens pressés sont déjà morts, moyen métrage de Thomas de Tthier (Carré Noir/RTBF)[20]
- 2003 : Chang, long métrage de Merian C.Cooper et Ern. B. Schoedsack (USA 1927)[20]

- 2006 : Las Estrellas; utilisée pour la série Balamory (BBC)[39]
- 2007 : Voltaire et l’affaire Calas, long métrage de Francis Reusser (France 2/TSR/Bel Ombre Films)[20],[40]
- 2007 : La Louve, série télévisée française créée par Phiippe Venault[41]
- 2015 : L'Africain qui voulait voler, documentaire de Samantha Biffot (Production Néon Rouge. FIFF 2015)[20]
- 2016 : générique pour les capsules Paroles d’enfants d’ici et d’ailleurs, documentaire de société de Jean-Denis Lilot, Pascale Lilot (coproduction RTBF)[42].
- 2021 : La Miséricorde de la jungle (The Mercy of the Jungle), long métrage de Casey Schroen et Joel Karekezi  (production Néon Rouge, coproduit par Tact Production (Fr) & Perfect Shot Films (De))[20]

#### Musique à la scène
- 2003 : Parfums de femmes[43] (composition et direction musicale), Spectacle de Fabienne VDP
- 2004 : 1914. Le Grand Cabaret, pièce de théâtre produite et jouée par les Baladins du Miroir[28] (musique originale)
- 2005 : Le Fils de la Lune, de Gaspar Leclère[44]
- 2007 : Le Plus Grand Nain du monde, pièce de théâtre de Vincent Zabus pour la compagnie Les Bonimenteurs[45] (musique originale)
- 2008 : Les Ombres, pièce de théâtre de Vincent Zabus pour Compagnie Les Bonimenteurs[46] (musique originale)
- 2009 : Peter Pan, pièce de théâtre  de James M. Barrie, mise en scène de Frédéric Roels[47] (musique originale)
- 2011 : Commande de l’ensemble Quartz (quintette à vent et clavier)[48].
- 2012 : Opéra Sybil et les silhouettes (livret de André Borbé) à l'ORW[20].
- 2012 : Le Producteur de bonheur, Spectacle de Nele Paxinou pour les Baladins du Miroir[49] (musique originale)
- 2013 : La Bonne Âme du Sé-Tchouan, pièce de Bertolt Brecht dans une mise en scène de François Houart et Gaspar Leclère[50] pour les Baladins du Miroir (composition)
- 2013 : Un Cœur normal, pièce de Larry Kramer dans une mise en scène de Daniel Henry (compositions)[51]
- 2014 : Comme en 14, Pièce de Dany Laurent[52] (compositions)
- 2015 : compositions pour l’Orchestre de Chambre de Liège[53].
- 2015 : création de l’opéra Fleur de peau, sur un livret d’André Borbé par l’Opéra Royal de Wallonie[20],[54]

- 2016 : Le Roi Nu, pièce d’Evguéni Schwartz mise en scène par Guy Theunissen pour la troupe les Baladins du Miroirs[55]
- 2020 : La Balade Cabaret, pièce de théâtre produite et jouée par les Baladins du Miroir[56]

- 2021 : Même Pas Peur !, spectacle écrit par Fabian Dorsimont. Musique interprétée par l'Orchestre philharmonique royal de Liège[1],[57] (compositions)

- 2021 : La Porteuse de Souffle, spectacle Gaspar Leclere pour la troupe les Baladins du Miroirs[58]
- 2023 : Les Bonnes, de Jean Genet, un spectacle de Dominique Serron pour l’Infini Théâtre[59]